# Godefroi de Montefuscolo

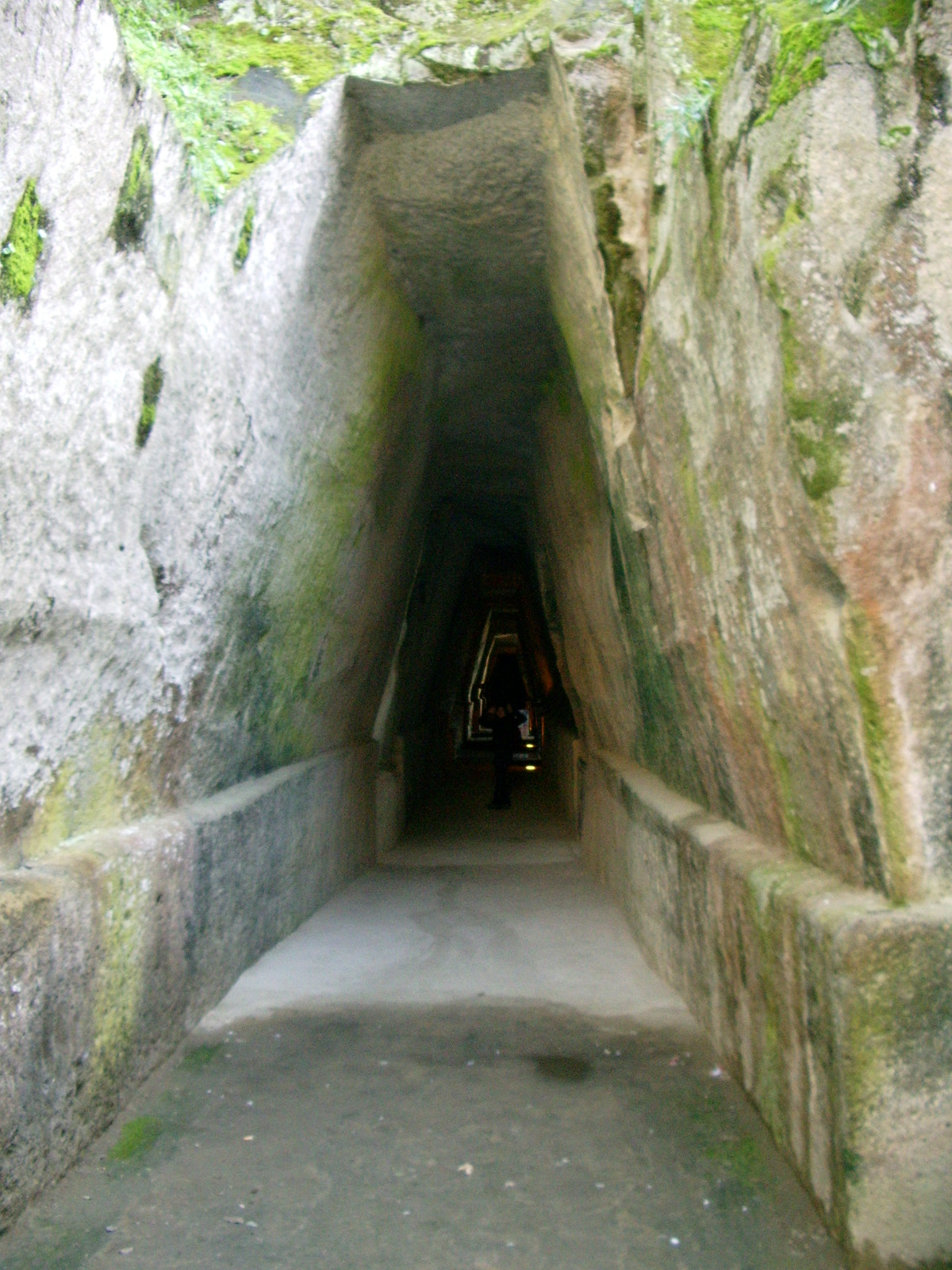
L'Antre de la Sibylle, à Cumes.

Godefroi de Montefuscolo ou Godefroi de Montefusco (en italien : Goffredo di Montefusco(lo)) est un noble de l'Italie méridionale du début du XIIIe siècle, seigneur de Montefuscolo, près d'Avellino.

## Biographie
Probablement issu du baronnage italo-normand et quelquefois mentionné comme duc de Naples, Godefroi de Montefuscolo, homme de guerre d'une grande valeur et ennemi juré des « Allemands », fut celui qui mit définitivement un terme à la présence des pirates sarrasins en Italie. Ces derniers infestaient notamment depuis le début du Xe siècle la baie de Naples et leur principal repère était l'antique cité gréco-romaine de Cumes (Cumae), située à l'ouest de Naples et des Champs Phlégréens. Ces Sarrasins vivaient notamment dans les souterrains de la cité, sur l'Acropolis et dans ses galeries souterraines. En 1207, Godefroi commanda une troupe de Napolitains dans le but de détruire définitivement ces bandits et la cité fut prise et mise à feu et à sang. Les Sarrasins furent exterminés et Cumes fut rasée. L'antique cité ne s'en relèvera jamais et son diocèse fut uni à celui de Naples,.
Partisan de Gautier de Brienne, opposant au jeune roi de Sicile Frédéric II de Hohenstaufen, Godefroi de Montefuscolo est battu et capturé en mai 1207 par l'homme de guerre germanique Diépold,.

## Sources primaires
- Richard de San Germano, Ryccardi de Sancto Germano notarii Chronica